# Мој Милане (албум)
Мој Милане је девети студијски албум певачице Мериме Његомир. Објављен је 12. маја 1992. године у издању ПГП РТБ, као LP и касета. На албуму се налази осам песама, међу којима и песма Срце гори, коју је својевремено снимила Силвана Арменулић. Продуценти албума су били Љубо Кешељ и Драган Лабан.
| №  | Назив                   | Текст              | Музика             | Трајање |  |
| 1. | Мој Милане              | Наташа Миливојевић | Љубо Кешељ         | 3.15    |  |
| 2. | Срце ти прашта све      | Радослав Граић     | Радослав Граић     | 3.30    |  |
| 3. | Још увек мислим на тебе | Стеван Симеуновић  | Стеван Симеуновић  | 3.30    |  |
| 4. | Што ме не погледаш      | Зоран Матић        | Драган Александрић | 3.59    |  |
| 5. | Буди капља росе         | Љубо Кешељ         | Љубо Кешељ         | 3.05    |  |
| 6. | Где су очи зелене       | Гордана Кукић      | Љубо Кешељ         | 2.52    |  |
| 7. | Срце гори               | Лари Нанос         | Лари Нанос         | 4.25    |  |
| 8. | Писмо сину              | Дездемона          | Зоран Старчевић    | 3.30    |  |